# Anadia pariaensis
Espèce
Statut de conservation UICN

 EN B1ab(iii,v) : En danger
Anadia pariaensis est une espèce de sauriens de la famille des Gymnophthalmidae.

## Répartition
Cette espèce est endémique de la péninsule de Paria dans l'État de Sucre au Venezuela. On la trouve entre 470 et 900 m d'altitude.

## Étymologie
Son nom d'espèce, composé de paria et du suffixe latin -ensis, « qui vit dans, qui habite », lui a été donné en référence au lieu de sa découverte.

## Publication originale
- Rivas, La Marca & Oliveros, 1999 : Una nueva especie de Anadia (Sauria, Reptilia, Gymnophthalmidae) del noroeste de Venezuela. Acta Biologica Venezuelica, vol. 19, no 4, p. 27-32.